# Falk Leichsenring
Falk Leichsenring (* 1955 in Anraff) ist ein deutscher Psychologe, Psychotherapieforscher, Psychoanalytiker und Lehranalytiker der DGPT sowie Professor an der Justus-Liebig-Universität Gießen in der Abteilung Psychosomatische Medizin und Psychotherapie.
Seit 2007 ist er Mitglied des Wissenschaftlichen Beirats Psychotherapie bei der Bundesärztekammer/Bundespsychotherapeutenkammer.
Seine Arbeitsschwerpunkte sind: Psychotherapieforschung, Persönlichkeitsstörungen, Angststörungen, Psychodiagnostik, projektive Testverfahren, wissenschaftstheoretische und methodische Grundlagen empirischer Forschung.
2005 wurde seine Forschungsarbeit über Wirksamkeit von psychodynamischen Kurzzeittherapien mit dem Heigl-Preis ausgezeichnet. Der Heigl-Preis, benannt nach seinen Stiftern Franz Serafin und Annelise Heigl, wird jährlich (erstmals 2004) verliehen für empirische und konzeptionelle Arbeiten aus dem Bereich der psychodynamisch orientierten Psychotherapieforschung und ist mit 10.000 Euro dotiert.

## Forschung
Leichsenring untersuchte gemeinsam mit Fachkollegen die Wirksamkeit psychodynamischer Psychotherapien. Er konnte in seinen Forschungen wissenschaftlich belegen, dass bei Menschen, die an verschiedenen psychischen Störungen erkrankt sind, die psychoanalytisch orientierte Therapie wirksam ist. Er führt ebenfalls Vergleichsstudien durch, welche einen Vergleich von verschiedenen Formen der Psychotherapie ermöglichen.
In Zusammenarbeit mit Henri Chabrol entwickelte er als psychologisches Diagnoseinstrument einen Selbstbeurteilungsbogen für Menschen mit Borderline-Persönlichkeitsstörungen.
Im Bereich der Psychotherapieforschung überdachte er unterschiedliche Forschungssettings und Herangehensweisen und empfiehlt zur Untersuchung der Wirksamkeit von Psychotherapie ein quasi experimentelles Setting, welches einen höheren Bezug zum untersuchten Feld und somit eine höhere Aussagekraft hat. Dabei empfiehlt er auch den Verzicht auf eine Randomisierung (sogenannte kontrollierte Studien), da Warte- und Placebogruppen inzwischen ausreichend untersucht seien.

## Publikationen (Auswahl)
- Falk  Leichsenring: Borderline-Stile Huber, Bern 2003 ISBN 978-3456828077
- Falk  Leichsenring: Das große Lehrbuch der Psychotherapie. Bd 2. Psychoanalytische und tiefenpsychologisch fundierte Psychotherapie Cip-Medien-Verlag 2004 ISBN 978-3932096327
- Falk Leichsenring et al.: Das große Lehrbuch der Psychotherapie. Band 1:Wissenschaftliche Grundlagen der PsychotherapieBand 2: Psychoanalytische und tiefenpsychologisch fundierte ... Kinder- und Jugendlichenpsychotherapie Cip-Medien-Verlag 2007 ISBN 978-3932096457
- F. Leichsenring, S. Rabung, E. Leibing: The efficacy of short-term psychodynamic psychotherapie in spezific psychiatric disorders: A meta-analysis. Archives of General Psychiatry 61, 1208–1216. 2004
- F. Leichsenring, E. Leibing. The effectiveness of psychodynamic psychotherapie and cognitiv-behavioral therapy in personality disorders. A meta-analysis. Mit American Journal of Psychiatry 20, 34–38 2003